# Vígľašská Huta-Kalinka
Vígľašská Huta-Kalinka este o comună slovacă, aflată în districtul Detva din regiunea Banská Bystrica. Localitatea se află la altitudinea de 579 m deasupra n.m., se întinde pe o suprafață de 16,2 km2 și în 2017 număra 329 de locuitori.

## Istoric
Localitatea Vígľašská Huta-Kalinka este atestată documentar din 1773.

## Demografie
| An:                | 1994 | 2004   | 2014   | 2024   |
| ------------------ | ---- | ------ | ------ | ------ |
| Număr de persoane: | 384  | 377    | 360    | 339    |
| Diferență:         |      | −1,82% | −4,50% | −5,83% |

| An:                | 2023 | 2024   |
| ------------------ | ---- | ------ |
| Număr de persoane: | 341  | 339    |
| Diferență:         |      | −0,58% |